# 2230 Yunnan
2230 Yunnan је астероид главног астероидног појаса са средњом удаљеношћу од Сунца која износи 2,857 астрономских јединица (АЈ).
Апсолутна магнитуда астероида је 12,3.